# Washingtonska konferenca (1943)
Washingtonska konferenca je bila tretja konferenca, ki je potekala v Washingtonu D.C. Bila je tudi druga konferenca v Washingtonu, od kar so Združene države Amerike sodelovale v drugi svetovni vojni. Začela se je 12. maja in se končala 25. maja 1943. Konferenco sta vodila ameriški predsednik Franklin Delano Roosevelt in predsednik britanske vlade Winston Churchill.
Na konferenci so razpravljali o načrtih za zavezniško invazijo na Sicilijo, obsegu vojaških sil, datumu za invazijo na Normandijo in napredku pacifiške vojne.